# Buikzwam

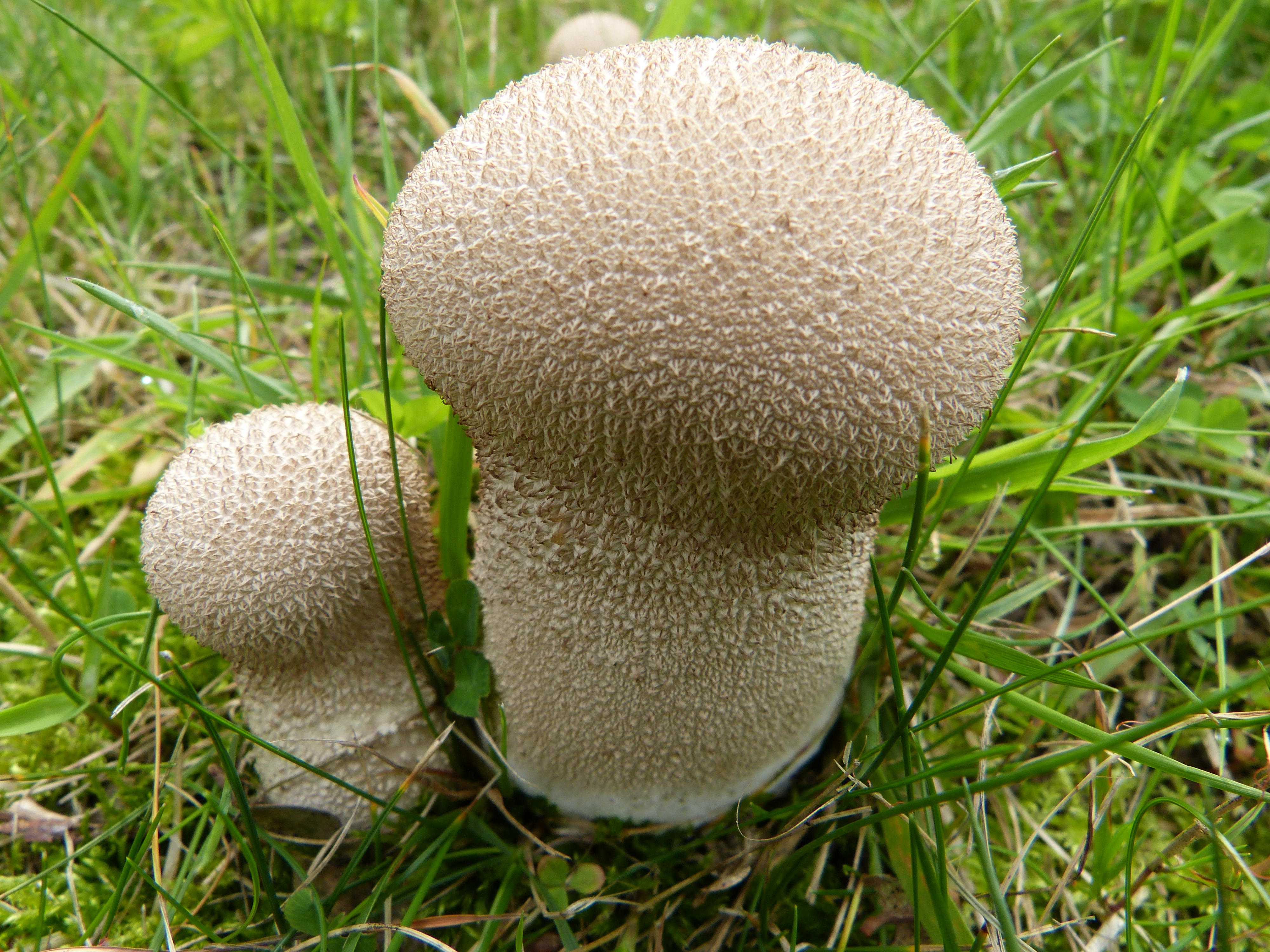
De plooivoetstuifzwam, een buikzwam

Een buikzwam (Gasteromyceet) is een paddenstoel die bestaat uit een ronde tot eivormige zak en soms een steel. Een enkele soort, zoals de truffel, vormt zich geheel ondergronds.
In tegenstelling tot veel andere schimmels vormen buikzwammen hun sporen in een zakje binnenin het vruchtlichaam op een inwendig hymenium. Meestal scheurt de zak open bij aanraking of wanneer de zwam rijp is. De sporen worden dan naar buiten geblazen. Deze sporen zijn haploid wat wil zeggen dat hun kern de helft van het erfelijk materiaal van twee ouders heeft.
Parelstuifzwam, gekraagde aardster en aardappelbovist zijn voorbeelden van buikzwammen.

## Verouderde classificatie van buikzwammen
- Stinkzwamorde (Phallales)
- Nestzwamorde (Nidulariales)
- Stuifzwamorde (Lycoperdales)
- Aardappelbovistorde (Sclerodermatales)
- Stuifbalorde (Tulostomatales)

## Referentie
- Nico Dam, Thomas W. Kuyper, Marjo Dam (2006). Basisboek paddenstoelen. KNNV Uitgeverij/ Nederlandse Mycologische Vereniging, p. 25 + 26